# Parc Kampa
Le Parc Kampa est un parc situé dans la partie sud de l'Île Kampa, entre le cours principal de la rivière Vltava et son affluent - la Certovka dans le centre de Prague, en République Tchèque. Le parc, de 2,6 hectares, a été créé après la Seconde Guerre mondiale en réunissant les anciens jardins historiques. L’aménagement actuel du parc dans le style paysager anglais remonte à 1947-1948. 

## Description
Sa forme allongée s’étend de la villa dite Werich et du palais Liechtenstein au sud jusqu’aux maisons Jechental. À l’ouest, le parc est bordé par la Certovka (ou ruisseau du Diable), à l’est par la rivière Vltava. 
À peu près au milieu du côté est du parc se trouve le bâtiment de l’ancien Moulin de Sova, qui abrite le musée Kampa depuis 2002. Au sud de celui-ci se trouve le bâtiment de l’ancien palais d’été de Michnov, qui est un monument culturel. L’ancienne maison de jardin au-dessus de la Čertovka, sur le côté ouest du parc, est également un monument culturel.
Divers événements sociaux ou culturels sont parfois organisés dans le parc.

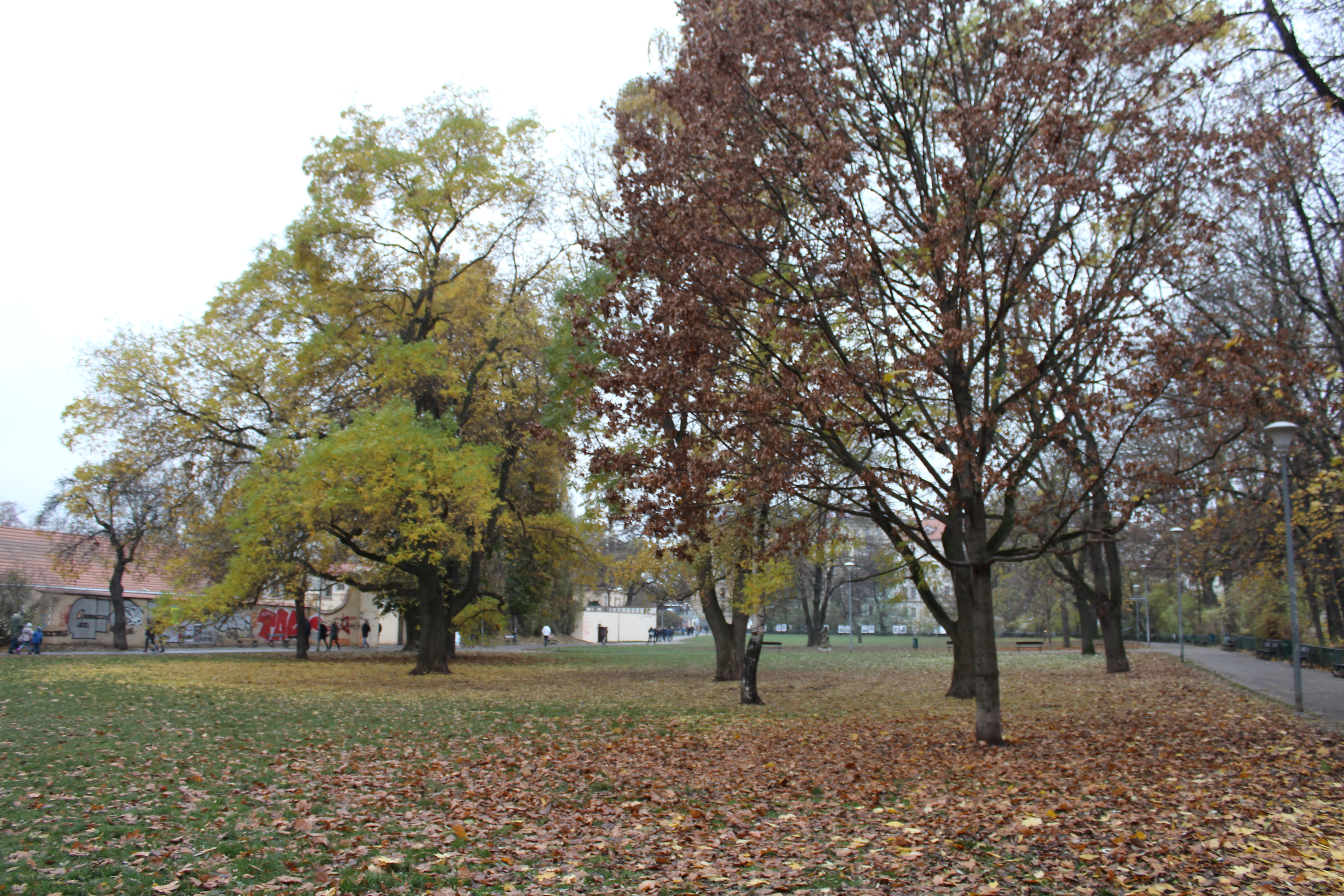
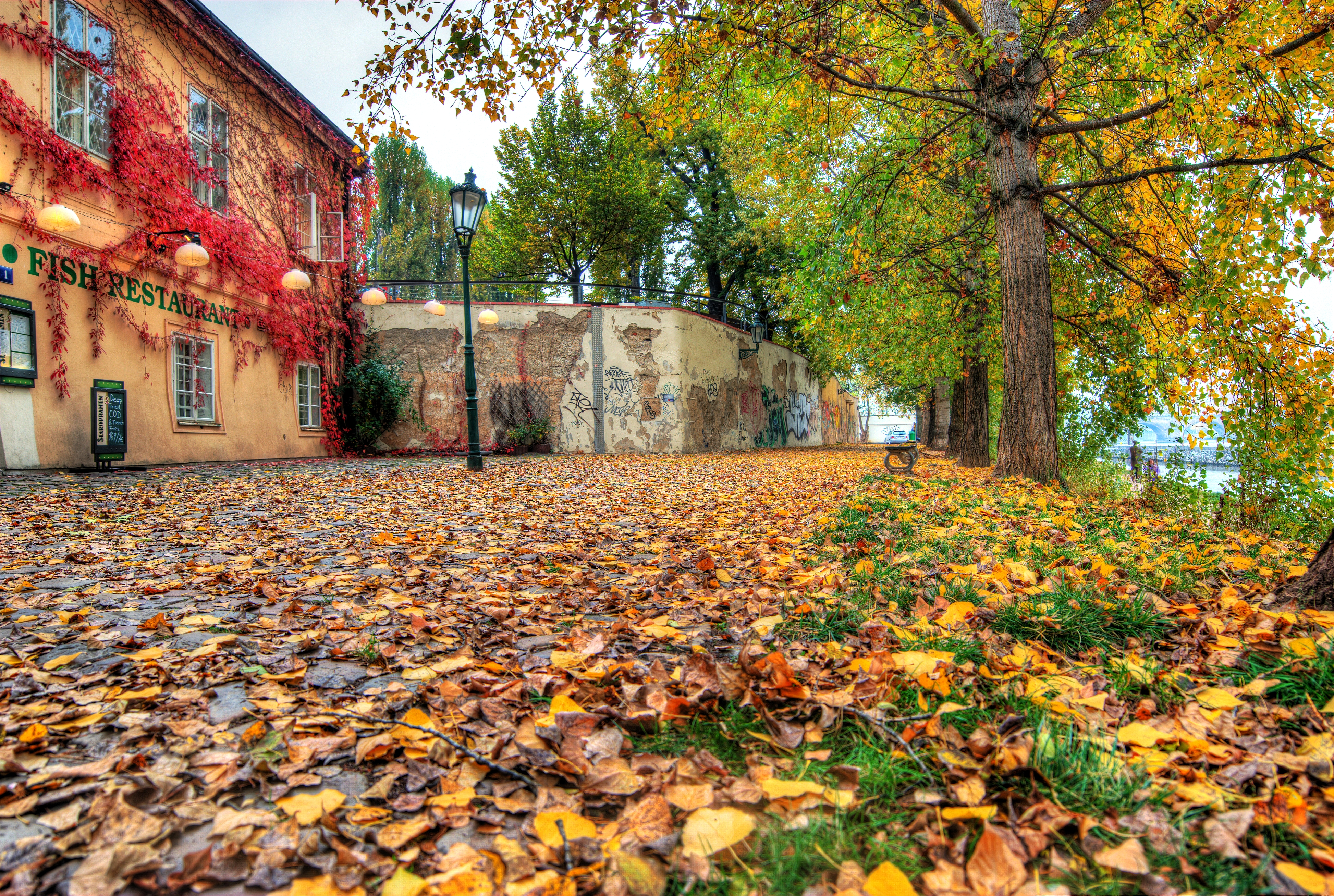
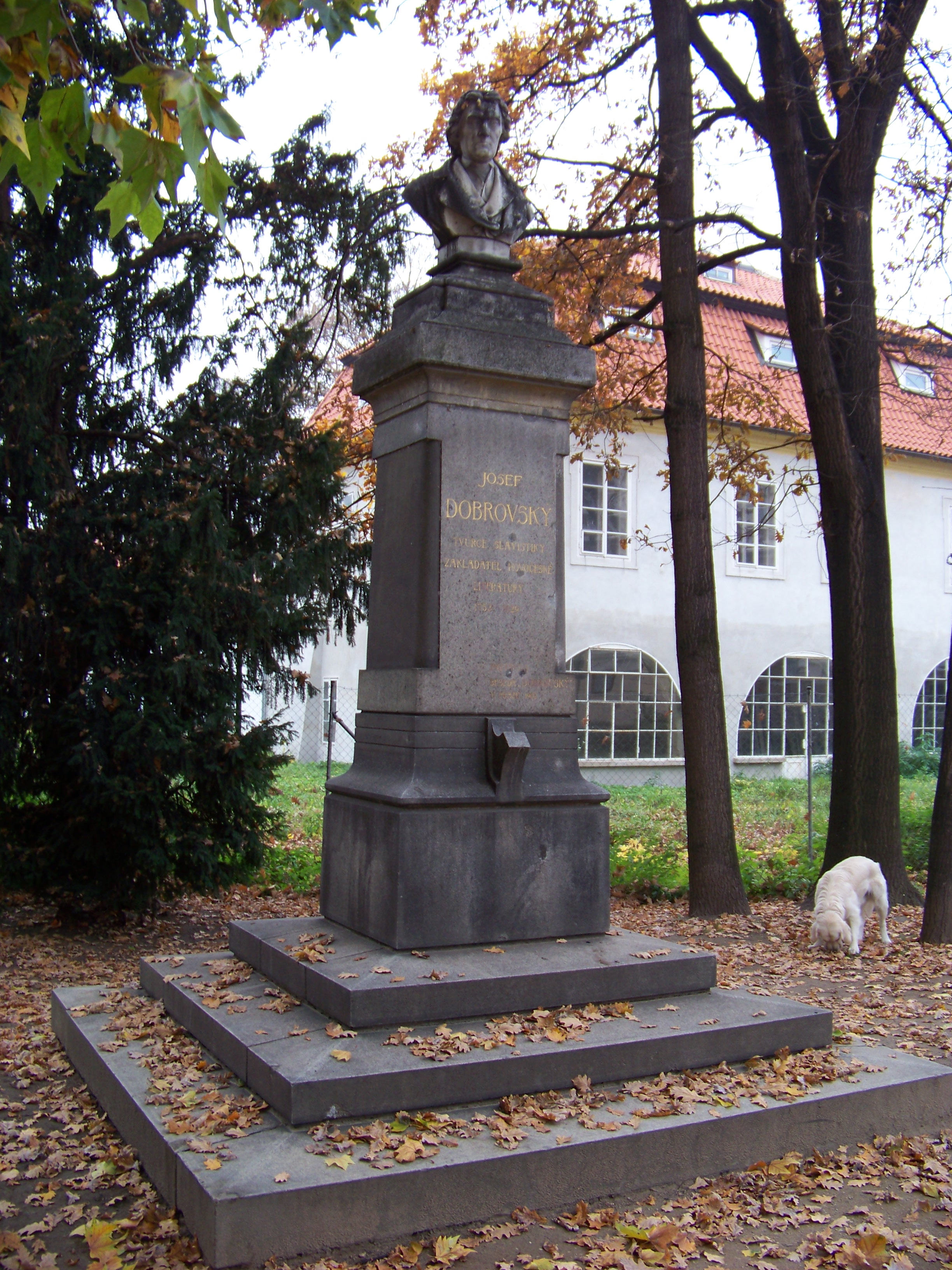
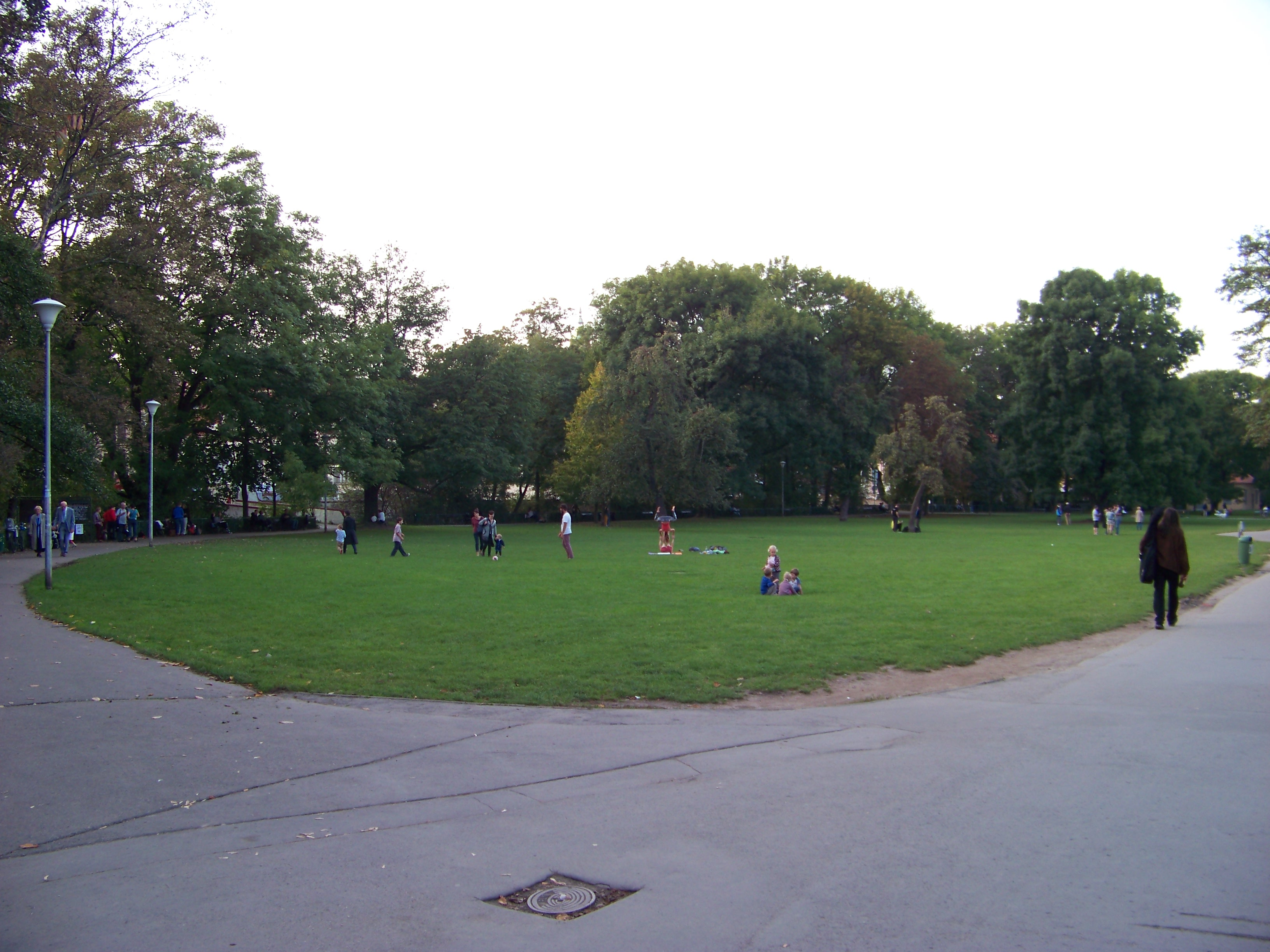